# Иванькова, Аксинья Семёновна
Аксинья Семёновна Иванькова (3 января 1914 года — ?) — звеньевая виноградарского совхоза имени Молотова Министерства пищевой промышленности СССР, Анапский район Краснодарского края. Герой Социалистического Труда (26.09.1950).

## Биография
Родилась 3 января 1914 года на территории современной Курской области. Русская.
С 1935 года работала в виноградарской бригаде совхоза имени Молотова Анапского района Краснодарского края.
После освобождения Кубани от немецко-фашистских захватчиков Аксинья Семёновна участвовала в восстановлении полностью разрушенного в период оккупации совхозного хозяйства.
Позже она возглавила виногрдарское звено, которое по итогам работы в 1949 году получило урожай винограда 91,2 центнера с гектара на площади 10 гектаров.
Указом Президиума Верховного Совета СССР от 26 сентября 1950 года за получение высоких урожаев винограда в 1949 году Иваньковой Аксинье Семёновне присвоено звание Героя Социалистического Труда с вручением ордена Ленина и золотой медали «Серп и Молот».
Этим же указом ещё 19 тружеников совхоза имени Молотова были удостоены высокого звания, в том числе и директор П. В. Яворский.
В последующие годы её звено продолжало собирать высокие урожаи солнечной ягоды, по итогам работы в 1950 году она была награждена вторым орденом Ленина.

## Награды
- Медаль «Серп и Молот» (26.09.1950);
- Орден Ленина (26.09.1950).
- Орден Ленина (27.08.1951).
- Медаль «В ознаменование 100-летия со дня рождения Владимира Ильича Ленина» (6 апреля 1970)
- Медаль «Ветеран труда»
- медалями ВСХВ и ВДНХ
- и другими
- Отмечена грамотами и дипломами.

## Память
- На могиле установлен надгробный памятник.
- Имя Героя золотыми буквами вписано на мемориальной доске в Краснодаре.